# Amidei

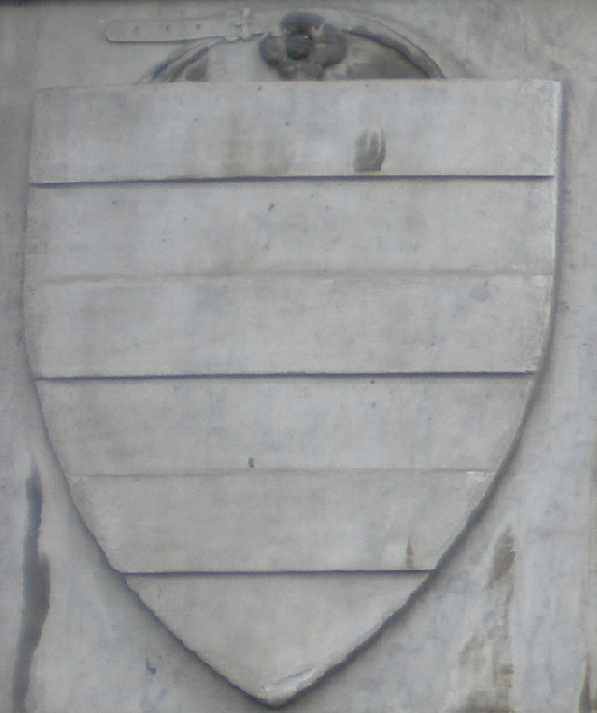
Antigo brasão de la igreja de Santa Maria Novella

Amidei foi uma importante família de Florença durante o século XII. Foram conhecidos por sua luta com os Buondelmonti por um matrimónio não realizado. Isto provocou uma briga com os gibelinos e Guelfos. Esta família é de origem romana mas habitou em Florença desde sua fundação. Desta família se originou um santo que se chamava Santo Amadio de Amidei. Foi santificado por papa Leão XIII no ano de 1888. A sua celebração é no dia 12 de fevriero. Esta família ha echo um cônsul de Florença en 1182. Dante Alighieri falou desta família em sua obra a A Divina Comédia no Paraíso Canto XVI v.136-141. Diversos escritores também descreveram sobre esta família como Nicolau Maquiavel, Giovanni Villani y Dino Compagni. Foi nomeada uma torre em sua homenagem, a chamada Torre dos Amidei no centro de Florença.